# 480년

## 연호
- 남제(南齊) 건원(建元) 2년
- 북위(北魏) 태화(太和) 4년

## 기년
- 남제(南齊) 고제(高帝) 2년
- 북위(北魏) 효문제(孝文帝) 10년
- 신라(新羅) 소지 마립간(炤知麻立干) 2년
- 고구려(高句麗) 장수왕(長壽王) 68년
- 백제(百濟) 동성왕(東城王) 2년